# ديفيد مورغان
ديفيد مورغان (بالإنجليزية: David Morgan)‏ هو قاضي ومحامي وسياسي أمريكي، ولد في 8 نوفمبر 1849، وتوفي في 11 مايو 1912.